# 安納姆嶺
80°7′S 156°25′E / 80.117°S 156.417°E
安納姆嶺（英語：Onnum Ridge）是南極洲的山嶺，位於奧次地，處於德里克峰以南6公里的麥克勞冰川東北面，屬於不列顛嶺的一部分，現時由南極條約體系管理。